# La Chapelle-Gaudin

La Chapelle-Gaudin este o comună în departamentul Deux-Sèvres, Franța. În 2009 avea o populație de 217 de locuitori.